# فيليب بلبيجا
فيليب بلبيجا (مواليد 24 أبريل 2000) هو لاعب كرة قدم ألماني يلعب في مركز خط الوسط في نادي هامبورغ.

## روابط خارجية
- فيليب بلبيجا على موقع قاعدة بيانات كرة القدم.إي يو (الإنجليزية)
- فيليب بلبيجا على موقع عالم كرة القدم.نت (الإنجليزية)